# Reinhard Großalber
Reinhard Großalber (* 7. April 1986) ist ein ehemaliger österreichischer Fußballtorwart und nunmehriger -trainer.

## Karriere

### Als Spieler
Großalber begann seine Karriere beim USC Seitenstetten. Bei Seitenstetten spielte er auch in der Kampfmannschaft. Mit dem Verein stieg er 2008 aus der Gebietsliga in die fünftklassige 2. Landesliga auf.
Zur Saison 2009/10 wechselte er zum viertklassigen SV Sierning. Für Sierning debütierte er im August 2009 in der OÖ Liga, als er am ersten Spieltag jener Saison gegen den SV Bad Schallerbach in der Startelf stand. In seinen drei Saisonen beim Verein kam Großalber in allen 78 Spielen in OÖ Liga zum Einsatz, zudem absolvierte er gegen den FC Lustenau 07 und den TSV Hartberg zwei Spiele im ÖFB-Cup.
Zur Saison 2012/13 wechselte er zum Ligakonkurrenten SK Vorwärts Steyr. Mit Steyr stieg er zu Saisonende in die Regionalliga auf. Sein erstes Spiel in der Regionalliga absolvierte er im August 2013, als er am ersten Spieltag der Saison 2013/14 gegen den SV Wallern von Beginn an zum Einsatz kam. In seiner ersten Saison in der dritthöchsten Spielklasse kam er in 28 Spielen zum Einsatz.
In der Saison 2014/15 wurde er in allen 30 Partien der Oberösterreicher eingesetzt. Auch in den folgenden zwei Saisonen war Großalber Stammtorhüter von Steyr. In der Saison 2017/18 konnte er mit dem Verein in die 2. Liga aufsteigen. In der Aufstiegssaison verpasste er nur eines der 30 Spiele.
Sein Debüt in der zweithöchsten Spielklasse gab er im Juli 2018, als er am ersten Spieltag der Saison 2018/19 gegen die SV Ried in der Startelf stand. Nach 214 Ligaeinsätzen für Steyr beendete er im April 2020 im Alter von 34 Jahren seine Karriere als Aktiver.

### Als Trainer
Bereits im Jahr 2013 hatte Großalber den Grundkurs für Torwarttrainer absolviert und ein Jahr später die ÖFB-Nat. Torwarttrainer-Lizenz erhalten. Nach seinem Karriereende wurde er im Juni 2020 Torwarttrainer des Zweitligisten FC Juniors OÖ, bei dem er einen bis Juni 2023 laufenden Vertrag erhielt. Im August 2020 wurde er zudem als Spieler bei den Juniors gemeldet und saß im Oktober 2020 erstmals als Ersatztorwart auf der Bank. Aufgrund Personalmangels auf der Torhüterposition wurde er im April 2021 auch erstmals für die Juniors eingesetzt. Dies sollte jedoch sein einziger Einsatz bleiben, danach saß er nur wieder mehrmals ohne Einsatz auf der Bank.
Nach der Saison 2021/22 zogen sich die Juniors aus der 2. Liga zurück. Daraufhin kehrte Großalber nach Steyr zurück und wurde dort Tormanntrainer unter Daniel Madlener.

## Persönliches
Sein jüngerer Bruder Philip (* 1989) ist seit Sommer 2019 Torwarttrainer der Bundesligamannschaft des LASK.